# Agrotis rubrofusca
Agrotis rubrofusca là một loài bướm đêm trong họ Noctuidae.